# Ильинское (озеро, Кунашир)
Ильинское — озеро в Южно-Курильском районе Сахалинской области России, располагается на острове Кунашир. Площадь поверхности — 0,23 км², по другим данным — 0,21 км². Длина береговой линии — 2 км.
Находится в средней части острова севернее мыса Красный Утес на западном склоне хребта Докучаева в узкой долине шириной до 500 м. Имеет просадочное происхождение. Окружено залесенными сопками. Отделено от Кунаширского пролива песчаной террасой, высота которой не превышает 3 м.
С востока впадает ручей Ильинский. Из западной оконечности вытекает протока, впадающая в Кунаширский пролив.
В Ильинском нерестятся горбуша и кета, в том числе кета озёрного экотипа.
На отделяющей озеро от моря террасе находится крупное древнее поселение с каменными крепостными сооружениями, датировка и культурная принадлежность которого не определены, а также два поселения, одно из которых относится к охотской культуре.